# Utsikt över Slussen
Utsikt över Slussen är en oljemålning av den svenska konstnären Sigrid Hjertén från 1919. Målningen inköptes av Nationalmuseum 1936 och överfördes senare till Moderna museets samlingar. Den lånades ut till Nationalmuseum efter museets återinvigning 2018.     
Motivet är målat från konstnärens och hennes man Isaac Grünewalds bostad åren 1914-1920 på Katarinavägen 13 på Södermalm i Stockholm, där Hjertén använde ett rum som sin ateljé. Lägenheten hade balkong ut mot Stadsgården och utsikt över Slussen, Gamla stan, Riddarholmskyrkan och bort till det ännu inte färdigbyggda  Stockholms stadshus. Även Grünewald har gjort flera målningar med samma motiv, men enligt hans egen utsago inte målade med motivet framför ögonen, utan utförda i hans vindsateljé utan utsiktsfönster på Katarinavägen 19, längst bort i samma kvarter.